# Circuit de Laguna Seca
|  | «Laguna Seca» redirigeix aquí. Vegeu-ne altres significats a «Laguna Seca (desambiguació)». |

El Circuit de Laguna Seca (en anglès, Laguna Seca Raceway), anomenat per raons comercials WeatherTech Raceway Laguna Seca i anteriorment, Mazda Raceway Laguna Seca, és un circuit de curses situat a prop de Salinas i de Monterey, a la Califòrnia central. El seu nom, "Laguna Seca", prové del fet que la zona on hi ha la pista havia estat antigament una llacuna. Un cop creada la pista, es van afegir dos estanys artificials al recinte.
El circuit va ser construït el 1957 i es fa servir tant per a curses de motociclisme com d'automobilisme (Laguna Seca té una qualificació de grau 2 de la FIA). El traçat actual fa 3,602 km, amb un desnivell de 55 m. D'entre els seus onze revolts en destaca el vuitè, de baixada en forma d'essa, conegut com a "The Corkscrew" 'el llevataps'.
L'equipament acull una gran varietat de competicions, exposicions i esdeveniments de lleure, que van des de superkarts fins a curses de cotxes esportius i festivals de música. Al recinte hi ha moltes instal·lacions permanents per a acampar, en sec i amb connexió, que estan disponibles tot l'any com a part del Laguna Seca Recreation Area, el parc comarcal on s'ubica l'autòdrom.

## Història
La primera notícia d'activitat econòmica a la zona data del 1867, quan es va fundar ben a prop de l'actual circuit el Rancho Laguna Seca, el qual ha estat en actiu durant més de 140 anys dedicant-se al pasturatge i a l'hípica.

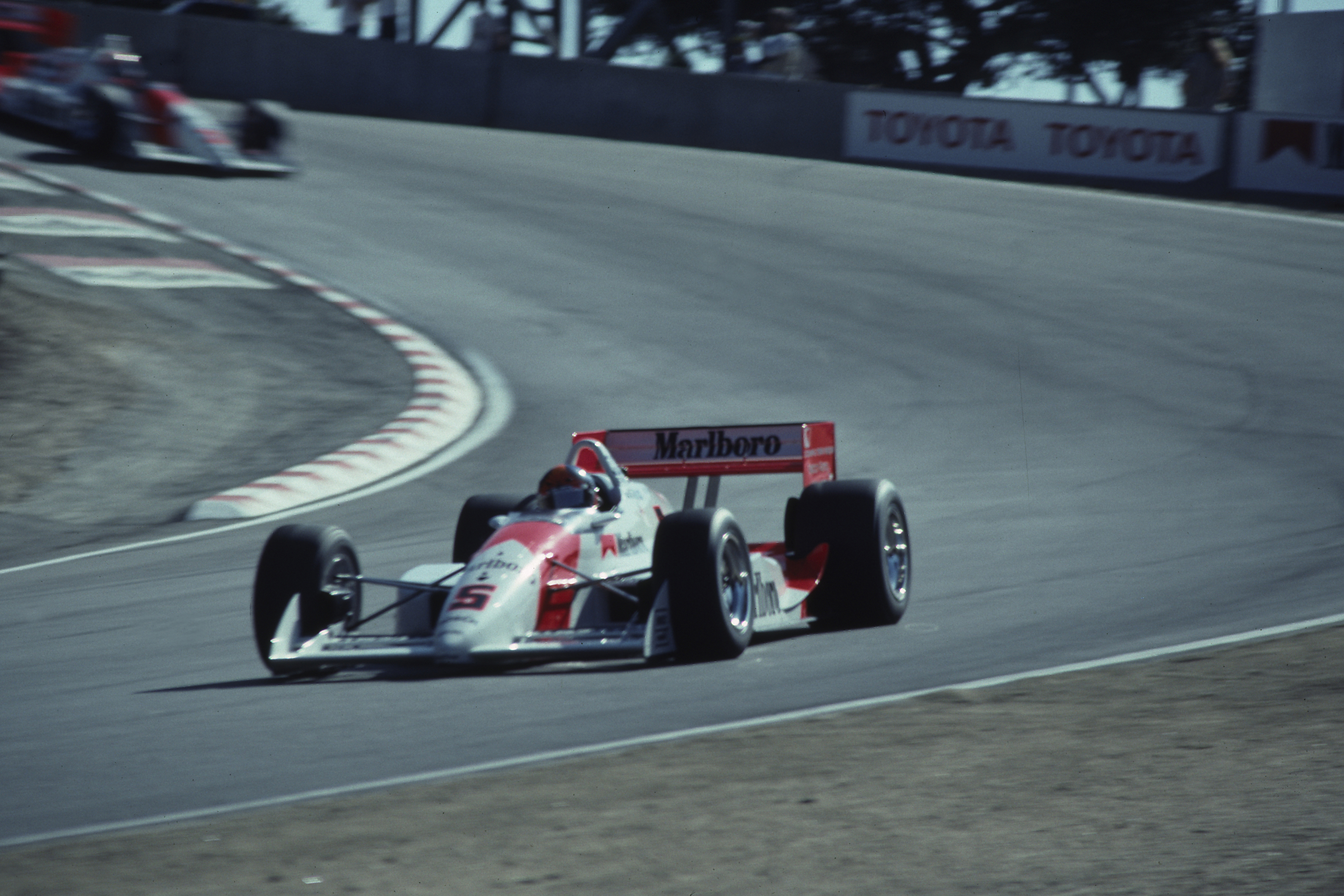
Emerson Fittipaldi al Gran Premi de Monterey de 1991

El circuit de Laguna Seca es va construir el 1957, un cop les curses del Del Monte Trophy, que s'havien celebrat en circuits urbans propers a la Pebble Beach de la península de Monterey entre el 1950 i el 1956, varen ser abandonades per massa perilloses. El circuit va costar 1,5 milions de dòlars -que van ser sufragats per empreses i particulars locals- i es va ubicar en uns terrenys de l'antic Fort Ord de l'exèrcit dels Estats Units (situat a la badia de Monterrey) que constituïen una àrea de maniobres i camp de tir per a l'artilleria. El 1974, la propietat de l'equipament es va cedir al Departament de Parcs del comtat de Monterey i actualment continua formant part del seu sistema de parcs.
La primera cursa al circuit es va celebrar el 9 de novembre de 1957 i la va guanyar Pete Lovely amb un Ferrari. Durant els anys següents, la pista ha acollit curses de nombrosos campionats i entitats, com ara l'USRRC, Can-Am, Trans-Am, Formula 5000, IMSA GT, CART, IndyCar, American Le Mans Series, Grand American, Monterey Historic Automobile Races, Speed World Challenge, AMA, el Campionat del Món de Superbike i el Gran Premi dels Estats Units de motociclisme, un dels principals esdeveniments mai celebrats a Laguna Seca.

### Gran Premi de motociclisme

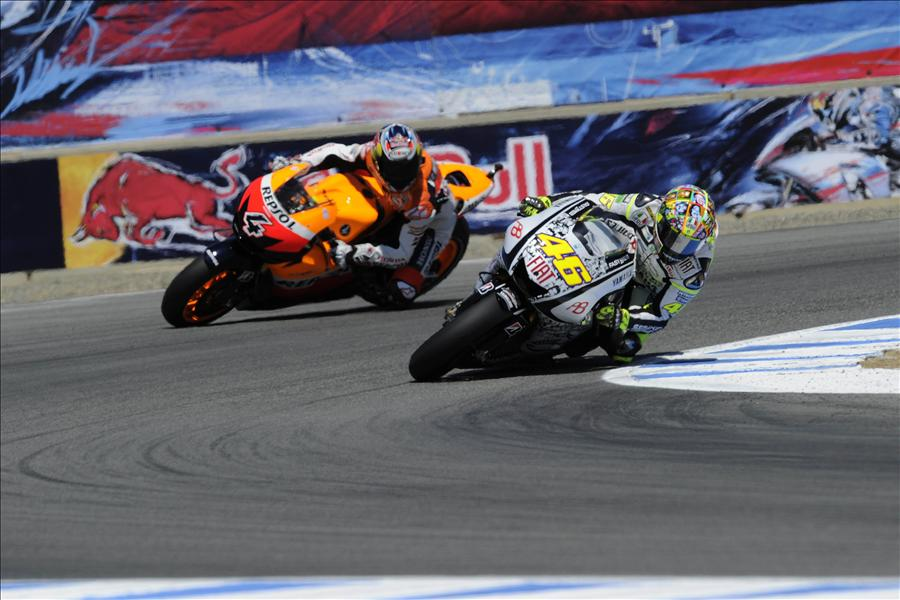
Valentino Rossi i Andrea Dovizioso al GP del

El circuit va acollir el Gran Premi dels Estats Units en tres etapes: de 1961 a 1965 (per bé que només va puntuar per al mundial de motociclisme les dues darreres edicions, 1964-1965), de 1988 a 1994 i del 2005 al 2013. Durant les dues primeres etapes s'hi corrien les curses de totes tres categories (125cc, 250cc i 500cc), però a partir del 2005, només la de la categoria reina, aleshores ja MotoGP.
Mike Hailwood va guanyar la cursa de 500cc del Gran Premi els anys 1964 i 1965, el californià Wayne Rainey en va guanyar tres edicions seguides de 1989 a 1991 i Casey Stoner, ja a l'era de MotoGP, en va guanyar tres curses de 2007 a 2012. El darrer guanyador del Gran Premi, el 2013, va ser Marc Márquez.

### Champ Car
Des del 1983 fins al 2004, Laguna Seca fou la seu d'un cap de setmana de la Champ Car (CART), fins que el seu lloc al calendari el va ocupar el Gran Premi de San Jose. A l'última volta de la cursa del CART de 1996, Alex Zanardi va superar Bryan Herta a l'interior del llevataps i es va endur la victòria. El pilot uruguaià Gonzalo Rodríguez es va morir durant els entrenaments de la cursa de 1999 després de caure al mateix revolt. A causa de l'incident, es va instal·lar una escapatòria al final de la recta Rahal.
L'onze de setembre de 2007, la Champ Car va anunciar que la cursa tornaria a Laguna Seca des de San Jose durant el cap de setmana del 16 al 18 de maig de 2008, però després de la fusió posterior de la Champ Car i l'IndyCar, la cursa es va cancel·lar. El 17 de juliol de 2018, l'IndyCar va anunciar el retorn de les curses a Laguna Seca i n'anuncià la propera per al cap de setmana del 20 al 22 de setembre de 2019.

### Cotxes històrics

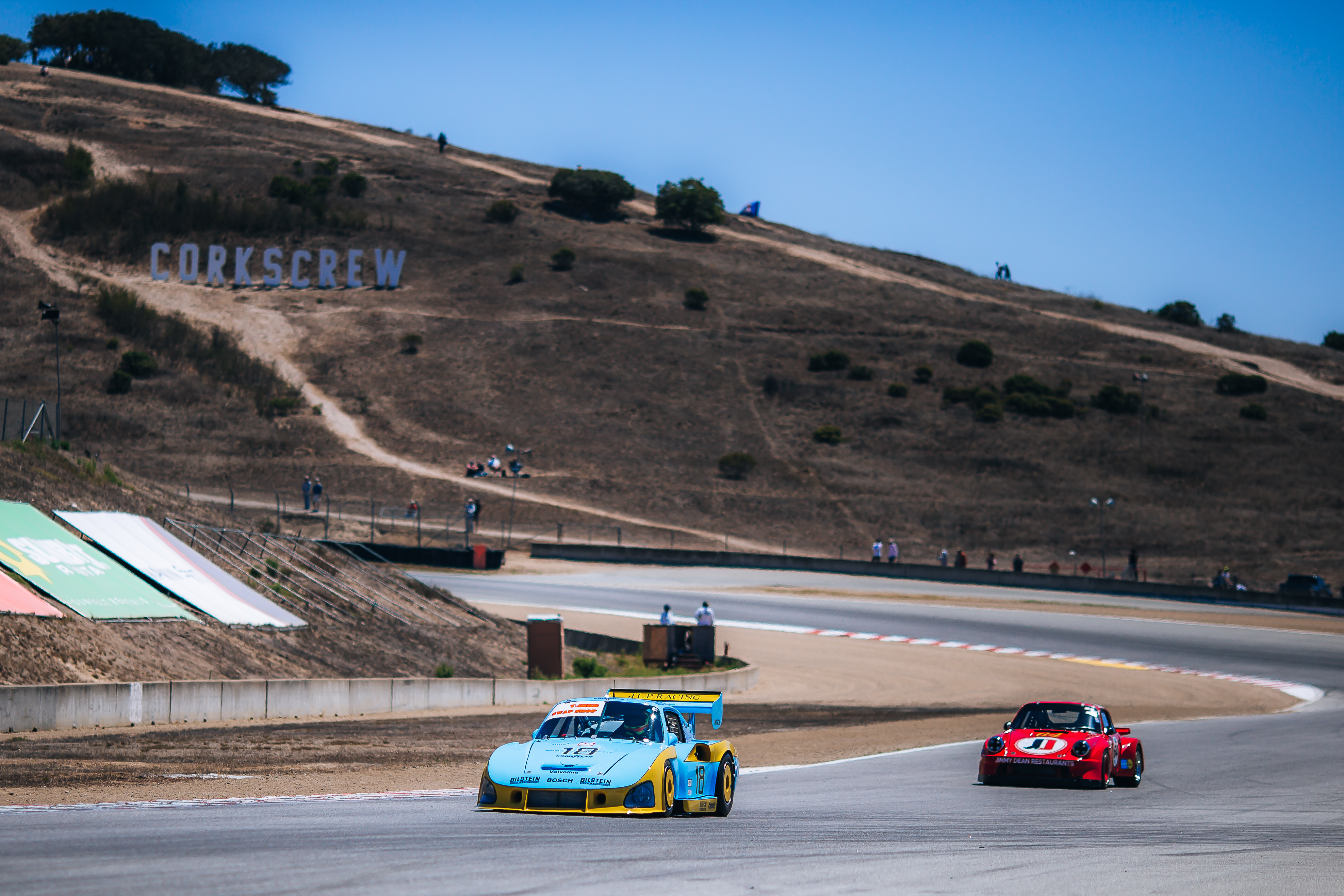
Cursa de cotxes històrics a Laguna Seca el 2022

Laguna Seca és també el lloc de la reunió anual de la Rolex Monterey Motorsports, antigament coneguda com a Monterey Historic Automobile Races. L'esdeveniment aplega una barreja eclèctica de cotxes de curses al circuit i cada any es dedica a una marca diferent. És considerat un dels dos esdeveniments de curses de cotxes històrics més importants del món al costat del Festival de Goodwood, a Anglaterra, i les xifres d'assistència de públic sovint rivalitzen o superen les dels esdeveniments de curses professionals.

### Canvi de nom
Des de l'abril del 2018, el patrocinador principal de la pista és el fabricant d'accessoris per a automòbils WeatherTech. Com a part del patrocini, la pista es coneix ara oficialment com a WeatherTech Raceway Laguna Seca. L'anterior patrocinador va ser Mazda durant un període de 17 anys i la pista es coneixia aleshores com a Mazda Raceway Laguna Seca.

## Gestió
El manteniment de la pista, juntament amb la direcció i la promoció dels principals esdeveniments, els gestiona A&D Narigi Consulting, LLC, una entitat presidida per John V. Narigi. Fins a l'1 de gener del 2020, la pista la gestionava l'Sports Car Racing Association of the Monterey Peninsula (SCRAMP), una organització sense ànim de lucre supervisada per una junta de residents locals que opera amb professionals in situ amb l'objectiu de generar ingressos a través de les activitats de l'autòdrom que després es redistribueixen a organitzacions benèfiques locals.
Un estudi del 2015 de la Universitat Estatal de Califòrnia encarregat per l'SCRAMP afirma que la pista va generar 62,1 milions de dòlars a l'economia del comtat de Monterey i 5,2 milions de dòlars en impostos estatals i locals.

## Característiques

### Traçat

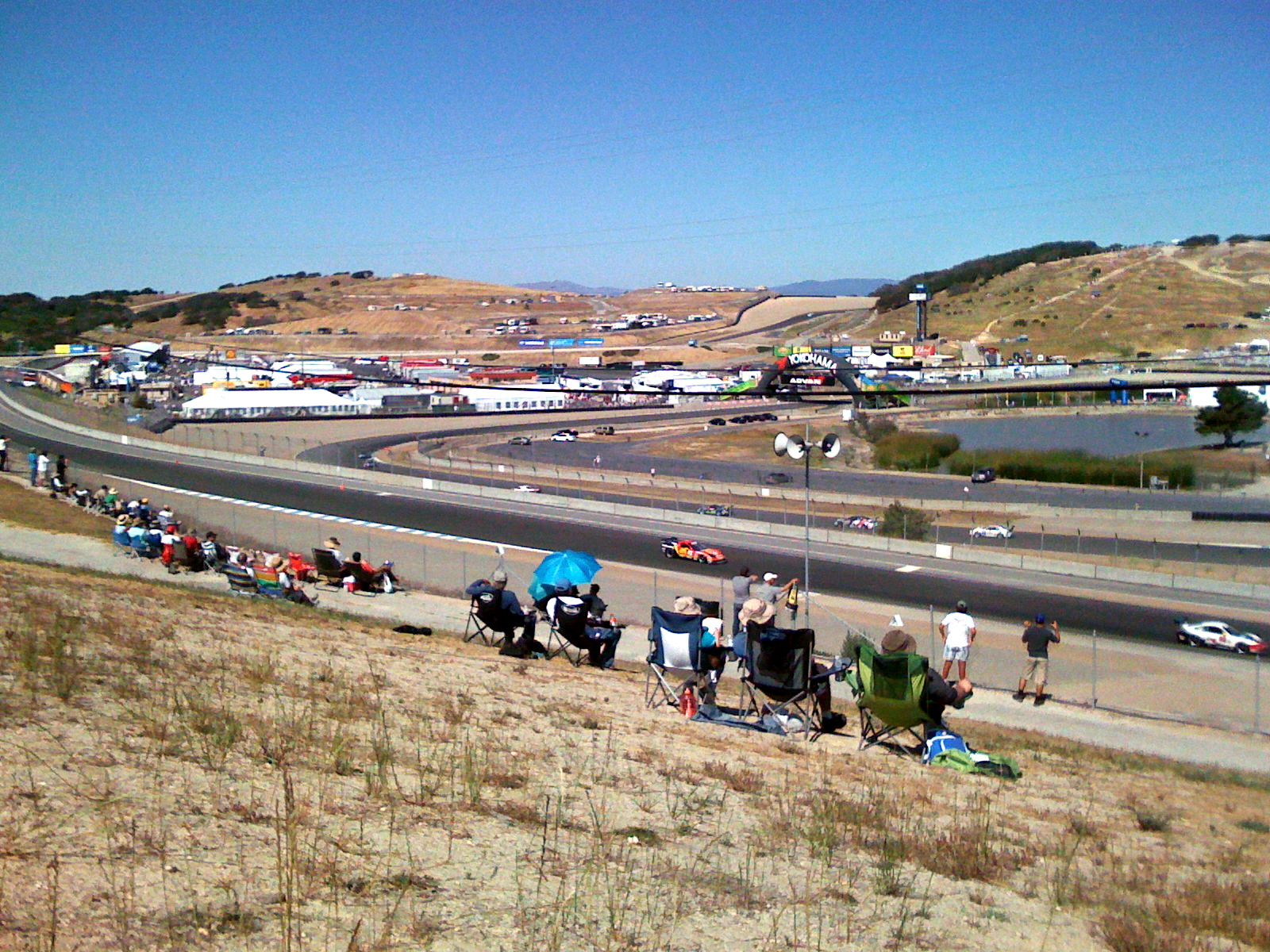
Els revolts 1 i 2 del circuit

Enclavat al vessant d'un turó, la configuració del circuit és particular i força diferent de la d'altres circuits de la resta del món. La pista serpenteja començant des del fons de la vall i després puja bruscament cap al cim a partir del revolt 5 fins a la famosa combinació dels revolts 8 i 8A, una espectacular xicana situada al cim del turó que s'aborda a 80 km/h i que és coneguda popularment com al "llevataps", on el circuit inicia el descens i empalma amb una brusca baixada cap a la meta. El llevataps és considerat un dels girs més difícils del món de l'automobilisme a causa de la caiguda d'elevació de 18 m (amb un desnivell de fins al 16%), combinada amb la seva cresta cega i l'àpex a la pujada que hi mena.
Un altre punt destacat del circuit és la recta d'arribada, molt curta i amb dos lleugers canvis de direcció, on s'assoleix la velocitat màxima, que per a les motos de les categories Superbike i MotoGP ronda els 270 km/h, mentre que els cotxes de la categoria LMP1 (Le Mans Prototype) arriben a una velocitat de 300 km/h.
Diversos pilots han manifestat que és un circuit on els avançaments no són gens fàcils i on hi ha pocs punts adequats per a intentar-ne algun.

### Canvis
El 1988, el circuit va experimentar l'únic gran canvi de traçat al llarg dels anys, amb la construcció del tram que va des del revolt 2 fins al 5, una actuació necessària per a assolir la longitud mínima exigida per la FIM per a Grans Premis de motociclisme. Aquesta modificació va suposar també eliminar la recta que començava a l'actual revolt 2 i acabava a l'actual revolt 5, ampliant la pista dels seus 3,1 km originals a 3,563 per tal d'atènyer els mínims exigits, a més de la reubicació més recent de ponts i terraplens i l'ampliació d'escapatòries fora dels revolts 1, 2, 5, 6, 8, 9 i 10 per a escapatòries addicionals.
La pista en si ha sofert canvis significatius durant les dues últimes dècades per complir amb els requisits d'homologació de seguretat en constant evolució de la FIM, la FIA i altres organismes reguladors. A petició dels pilots i dels organitzadors del mundial de MotoGP, la instal·lació va patir a l'hivern del 2005 uns amplis treballs de millora que no van afectar el disseny del circuit (tret de les actuacions al turó que precedeix el revolt del llevataps), però que en van ampliar les escapatòries a diversos punts.
El 2006 es va enderrocar el centre de premsa original per tal de fer lloc a un espai addicional per al revolt 1. A més, la "gepa" a la part superior de la recta Rahal es va aplanar per tal d'acontentar els pilots de MotoGP, tot i que n'hi ha que afirmen que això augmenta els efectes del vent, que poden pertorbar la moto durant la cursa. Des de l'aparcament situat entre els revolts 2 i 5 encara es poden veure restes de l'antiga configuració.

### Homenatges
- El revolt 2, amb el seu difícil i tècnic doble vèrtex, s'ha rebatejat com a 'Andretti Hairpin', en honor a l'antic campió del món de Fórmula 1 Mario Andretti
- El revolt 9 s'anomena 'Rainey Curve' en honor al campió del món de 500cc Wayne Rainey, qui actualment resideix a Salinas, ben a prop
- La recta que transcorre entre els revolts 6 i 7 s'anomena 'Rahal Straight' en honor del quàdruple guanyador de la cursa de Champ Car Bobby Rahal

## Historial del traçat
- Circuit de Gran Premi original (1957–1987)
- Circuit de Gran Premi (1988–1995)
- Circuit de Gran Premi (1996–actualitat)